# Tiziana Gulino
Tiziana Gulino (* 5. Januar 1997 in Dielsdorf ZH) ist eine Schweizer Sängerin und Musicaldarstellerin. Sie gewann 2014 die zweite Staffel von The Voice of Switzerland.

## Leben und Wirken
Tiziana Gulino wuchs als Tochter italienischsprachiger Eltern in Dielsdorf auf. Sie nahm mit sechs Jahren zum ersten Mal Klavierunterricht und gewann mit 14 Jahren einen ersten Gesangswettbewerb. Ihre Ausbildung zur Fachfrau Gesundheit im Spital Bülach schloss sie 2015 mit Berufsmaturität ab. Nebenher spielte sie auch Fussball.
2014 nahm sie an der zweiten Staffel der SRF-Show The Voice of Switzerland teil. Dort trug sie in den Blind Auditions den Titel Let Her Go von Passenger vor und überzeugte damit drei der vier Coaches, von denen sie sich für Marc Sway entschied. In seinem Team zog Gulino ins Finale am 19. April 2014 ein, aus dem sie als Siegerin hervorging. Sie setzte sich dabei unter anderem gegen Shem Thomas durch. Daraufhin hatte sie zahlreiche öffentliche Auftritte, unter anderem als Support Act für Marc Sway sowie Elton John. Im Herbst 2014 erschien ihr erstes Album Find Your Way. Wenig später bewarb sie sich mit dem Titel Only Human, welcher ebenfalls auf ihrem Album erschien, für Die grosse Entscheidungsshow, den Schweizer Vorentscheid zum Eurovision Song Contest 2015. Sie zog ins Finale am 31. Januar 2015 ein, wo sie den fünften Platz unter sechs Teilnehmern belegte.
Im März 2017 hatte sie als Gret in Ewigi Liebi ihre erste Musicalrolle, später folgten weitere Musicalauftritte. Im September 2018 erschien ihr zweites Album My Voice.
Gulino ist seit 2020 mit ihrer Freundin Dania Maruccia verlobt.

## Diskografie
Alben
- 2014: Find Your Way
- 2018: My Voice

Singles
- 2014: Warrior
- 2018: Is It Love

## Musicalrollen
- 2017/18: Ewigi Liebi
- 2019/20: Die kleine Niederdorfoper
- Sister Act